# François Jaccard
Pour les articles homonymes, voir Saint François et Jaccard.
François Jaccard, né le 6 septembre 1799 à Onnion en Haute-Savoie et mort étranglé le 21 septembre 1838 au Vietnam, est un ecclésiastique savoyard du XIXe siècle. La fête de ce prêtre martyr, canonisé en 1988, est célébrée en septembre.

## Biographie
Ses parents ont attendu vingt ans après leur mariage pour avoir leur premier enfant. Ils voyaient dans cette naissance un « signe du Seigneur » : cet enfant allait devenir prêtre.
Il entre au séminaire des Missions étrangères de Paris en 1821 et fut ordonné prêtre en 1823. Il demanda à être envoyé dans des pays lointains pour les évangéliser. Il séjourna à Chandernagor, puis Macao, il choisit comme destination finale la Cochinchine.
Il fut torturé et condamné à la peine capitale en étant étranglé le 21 septembre 1838 en Cochinchine à Gian-bieu, près de Quang-tri.
Son corps fut emporté et envoyé au Séminaire des Missions étrangères en 1846.

## Béatification et canonisation
François Jaccard fut déclaré vénérable le 19 juin 1840, béatifié par le Pape Léon XIII le 7 mai 1900 et canonisé par le Pape Jean-Paul II le 19 juin 1988.
Il est un martyr du Groupe des 117 martyrs du Vietnam.
Il est fêté le 21 septembre. Il est célébré le 20 septembre en Savoie (archidiocèse de Chambéry, Maurienne et Tarentaise et diocèse d'Annecy).